# حمد راکع العنزی
حمد راکع العنزی (انگلیسی: Hamad Rakea Al-Anezi؛ زادهٔ ۲۲ آوریل ۱۹۸۴) بازیکن فوتبال اهل بحرین بود.
از باشگاه‌هایی که در آن بازی کرده‌است می‌توان به باشگاه ورزشی الرفاع اشاره کرد.
وی همچنین در تیم ملی فوتبال بحرین بازی کرده‌است.